# San Juan Tamazola
San Juan Tamazola là một đô thị thuộc bang Oaxaca, México. Năm 2005, dân số của đô thị này là 3170 người.